# Gata de Gorgos
Gata de Gorgos ist eine Gemeinde im Südosten von Spanien in der Provinz Alicante in der Valencianischen Gemeinschaft. 2024 hatte die Gemeinde 6.659 Einwohner.

## Geografie
Die Gemeinde grenzt an die Gemeinden Benissa, Dénia, Llíber, Pedreguer, Senija und Teulada. 

## Geschichte
Am Ende der maurischen Zeit war Gata de Gorgos ein Bauernhaus, das dem Taifa von Dénia gehörte. Nach der Reconquista im Jahr 1250 übertrug Jakob I. die Herrschaft an Gaspar de Híjar. Im Jahr 1526 ordnete Karl I. die Zwangstaufe der Mauren an, was einen Aufstand zusammen mit den Mauren von Pedreguer und Jalón auslöste. Im Jahr 1535 wurde die Gemeinde von der Gemeinde Dénia unabhängig; sie bildete einen bedeutenden Kern von Mauren (die Mehrheitsbevölkerung in diesen Tälern der Provinz), zum Zeitpunkt der Vertreibung der Mauren (1609) wurden in der Gegend noch insgesamt 160 Familien muslimischer Religion gezählt, davon 150 im Ortskern.

## Wirtschaft
Das Dorf ist bekannt für seine Korbwarenindustrie und für die ungewöhnlich hohe Anzahl von Bars und Restaurants pro Einwohner.

## Demografie
| 1842 | 1900 | 1930 | 1950 | 1970 | 1981 | 1991 | 2001 | 2011 |
| ---- | ---- | ---- | ---- | ---- | ---- | ---- | ---- | ---- |
| 1645 | 3988 | 4290 | 4344 | 4946 | 5097 | 4959 | 5129 | 6129 |